# Borolia melianoides
Borolia melianoides là một loài bướm đêm trong họ Noctuidae.